# Agnès Tchuinté
Agnès Marie Tchuinté (* 30. Januar 1959; † 1990) war eine kamerunische Speerwerferin. Sie wurde drei Mal Afrikameisterin in dieser Disziplin.

## Leben
Am 30. Januar 1959 geboren, feierte sie 1975 ihren ersten Sieg bei den Schul- und Universitätsspielen, als sie mit einem Wurf von 14,74 m den nationalen Frauen-Kugelstoßen-Rekord brach.
Tchuinté nahm 1977 bei dem Leichtathletik-Weltcup in Düsseldorf teil. Im Speerwurf der Frauen warf sie eine Weite von 53,70 m und erreichte bei diesem Wettbewerb den 6. Platz. Im folgenden Jahr, bei den Afrikaspielen 1978 in Algier, warf sie den Speer 49,16 m weit, was für sie den Gewinn der Silbermedaille bedeutete. Nach einem Wurf von 50,20 m holte sie sich die Goldmedaille bei den Leichtathletik-Afrikameisterschaften 1979 in Dakar. Im gleichen Monat fand dann noch der Leichtathletik-Weltcup 1979 in Montreal statt, Tchuinté erreichte eine Weite von 49,64 m, was der 8. Platz bedeutete.
Bei den Olympischen Sommerspielen 1980 in Moskau nahm sie beim Speerwurf (Frauen) teil, mit einer Weite von 55,36 m schied sie mit dem 8. Platz der Gruppe B in der Qualifikation aus. Der Leichtathletik-Weltcup 1981 in Rom brachte die Weite von 52,56 den 9. Platz. 50,64 m bedeuteten bei den Leichtathletik-Afrikameisterschaften 1982 in Kairo die Goldmedaille.
Die zweite Teilnahme bei den Olympischen Sommerspielen war für Tchuinté 1984 in Los Angeles, bei den Speerwurf (Frauen) schied sie in der Gruppe A der Qualifikation mit dem 9. Platz und einer Weite von 55,94 m aus (17. Platz in der gesamten Qualifikation). Dass sie damals Afrikas beste Speerwerferin war, konnte sie bei den Leichtathletik-Afrikameisterschaften 1985 in Kairo wieder mit dem Gewinn der Goldmedaille zeigen. 54,00 m hatte sie geworfen. Bei dem Leichtathletik-Weltcup 1985 in Canberra hatte eine Weite von 57,86 m – ihre persönliche Bestleistung – nur für den 5. Platz gereicht.
Agnès Tchuinté starb 1990 im Alter von 31 Jahren.

## Persönliche Bestleistungen
- 57,86 m (1985, Leichtathletik-Weltcup in Canberra): kamerunische Rekordhalterin, ehemalige afrikanische Speerrekordhalterin